# Plassay
Plassay ist eine westfranzösische Gemeinde mit 817 Einwohnern (Stand 1. Januar 2022) im Département Charente-Maritime in der Region Nouvelle-Aquitaine. Die Bewohner werden Plassayens und Plassayennes genannt.

## Lage
Plassay liegt in einer Höhe von etwa 35 Metern ü. d. M. in der historischen Kulturlandschaft der Saintonge etwa 13,5 Kilometer (Fahrtstrecke) westlich von Saintes bzw. 33 Kilometer südöstlich von Rochefort.

## Bevölkerungsentwicklung
| Jahr      | 1962 | 1968 | 1975 | 1982 | 1990 | 1999 | 2006 | 2018 |
| Einwohner | 443  | 424  | 379  | 433  | 433  | 486  | 631  | 727  |

Im 19. Jahrhundert hatte der Ort stets zwischen 600 und 800 Einwohner. Die Reblauskrise und die Mechanisierung der Landwirtschaft führten zu einem Bevölkerungsrückgang, der in den letzten Jahrzehnten wegen der Nähe zu den Großstädten Saintes und Rochefort und den vergleichsweise niedrigen Mieten und Grundstückspreisen in Plassay gestoppt werden konnte.

## Wirtschaft
Über Jahrhunderte spielte die Landwirtschaft zum Zweck der Selbstversorgung der Bevölkerung die größte Rolle im Wirtschaftsleben der Gemeinde. Doch wurde in Gegend schon seit der Römerzeit auch Wein angebaut, der seit der frühen Neuzeit destilliert und nach Nordeuropa (v. a. nach England) exportiert wurde. Plassay gehört zu den Bois ordinaires et communs des Weinbaugebietes Cognac, doch werden die meisten Trauben zu Wein und Pineau des Charentes verarbeitet. Bis ins 19. Jahrhundert hinein bedeutsam war der Abbau von Kalkstein, der sogar auf Schiffen bis in die USA exportiert wurde, um beispielsweise den Sockel der Freiheitsstatue damit zu errichten.

## Geschichte
Die Tatsache, dass der Ort eine romanische Kirche besitzt, lässt auf eine lange Besiedlungszeit schließen.

## Sehenswürdigkeiten
Die völlig aus exakt bearbeiteten Hausteinen errichtete romanische Pfarrkirche ist ein langer, aber eher schmuckloser Bau des 12. Jahrhunderts. Da die Westfassade irgendwann im 17. oder 18. Jahrhundert eingestürzt ist und – weitgehend schmucklos – im klassizistischen Stil der Zeit erneuert wurde, sind lediglich die Blendarkadenbögen an den Außenwänden beachtenswert, die im Bereich des Chores und der Apsis zusätzlich mit Zackenbögen geschmückt sind. Der spätgotische Südturm wurde im 15. Jahrhundert hinzugefügt, einen Vierungsturm hat es wohl nie gegeben. Das Innere der Kirche ist einschiffig und mit einem Holzgewölbe gedeckt; nur die Apsiskalotte ist aus Stein gewölbt. Im Chorbereich haben sich einige figürliche und vegetabilische Kapitelle erhalten.
Siehe auch: Liste der Monuments historiques in Plassay